# Albert Müller (Offizier)
Albert Müller (* 3. April 1913 in Beesenstedt; † 3. April 2005 in Dahn) war ein deutscher Kapitän zur See der Bundesmarine und Träger des Bundesverdienstkreuzes 1. Klasse.

## Leben
Albert Müller ging, nachdem er das Steuermannsexamen bestanden hatte, zur Kriegsmarine. Am 1. Oktober 1938 wurde er Leutnant zur See und diente 1939/40 als Wachoffizier auf der Karlsruhe. Ab April 1940 war er bei der Schnellbootwaffe und ab 4. August 1940 bei der 3. Schnellboot-Flottille. Bis Oktober 1940 war er Kommandant von S 1, dann bis Juli 1943 von S 12 und S 59. Am 21. November 1942 wurde er mit dem Deutschen Kreuz in Gold ausgezeichnet. Als Oberleutnant zur See und stellvertretender Flottillenchef war er vom 9. Juli 1943 bis 16. Juli 1943 kurzzeitig Chef der 3. Schnellboot-Flottille, bevor Herbert Max Schultz das Kommando übernahm. Bei der 3. Schnellboot-Flottille wurde er Kommandant des Schnellbootes S 56 und am 1. August 1943 zum Kapitänleutnant befördert. Am 13. Dezember 1943 erhielt er aufgrund seiner Erfolge als Kommandant von S 59 und als stellvertretender Flottillenchef das Ritterkreuz des Eisernen Kreuzes verliehen. Im Juni 1944 ging er als stellvertretender Chef zur 1. Schnellboot-Division und vertrat gleich im Juni/Juli 1944 den Divisionschef Herbert Max Schultz. Vom 1. September 1944 bis 12. Oktober 1944 war er Chef der 3. Schnellboot-Flottille. Von November 1944 bis 20. April 1945 kam er als Führungsstabsoffizier beim Führer der Schnellboote zum Einsatz. Anschließend übernahm er als Kapitänleutnant bis Kriegsende das Schnellbootbegleitschiff Herrmann von Wißmann als Kommandant.
Nach dem Krieg war er bis 1947 Kommandant eines Versorgers in der GM/SA und war dann bis 1952 als kaufmännischer Angestellter tätig. 1952 wechselte er in die Handelsmarine und war hier von 1955 bis 1960 Kapitän.
1960 ging er als Kapitänleutnant zur Bundesmarine. Mit der Aufstellung des 7. Schnellbootgeschwaders im April 1961 wurde der Korvettenkapitän (Beförderung am 21. Februar 1961) Müller dort Kommandeur. Ende 1961 gab er das Kommando ab und war anschließend als Fregattenkapitän (Beförderung am 18. Januar 1964) bis September 1964 Kommandeur des 5. Schnellbootgeschwaders. Von Oktober 1964 bis Ende März 1965 war er Dezernent für Unterwasserwaffen beim Schiffsübernahmekommando in Kiel. Er wechselte als A3 in der Stab des BSN und war Abteilungsleiter für Operation, Organisation, Ausbildung. Ab November 1965 war er in gleicher Funktion bei der Marinedivision Nordsee. Am 13. März 1968 wurde er zum Kapitän zur See befördert und war von April 1968 bis September 1971 Kommandeur der Versorgungsflottille. Ende September 1971 wurde er in den Ruhestand versetzt.
Am 30. November 1971 wurde er mit dem Bundesverdienstkreuz 1. Klasse ausgezeichnet.

## Werke (Auswahl)
- Berufsbild und soziale Stellung des deutschen Handelsschiffkapitäns im Wandel der Zeiten. In: Marine-Rundschau, Band 65–66, Mittler, 1968, S. 346–357.